# 長門湯本温泉インターチェンジ
長門湯本温泉インターチェンジ（ながとゆもとおんせんインターチェンジ）は、山口県長門市深川湯本にある山陰自動車道（長門・俵山道路）のインターチェンジである。
長門・俵山道路の終点であり、当インターから東側（三隅インターチェンジとの間）については、国土交通省が計画案の策定に着手している状況である。

## 歴史
- 2019年（令和元年）
  - 6月26日 : IC名称が「長門IC（仮称）」から「長門湯本温泉IC」に正式決定[2]。
  - 9月8日 : 山陰自動車道（長門・俵山道路）・長門湯本温泉IC - 俵山北IC間開通に伴い、供用開始[2]。

## 接続する道路
- 国道316号

## 周辺
長門市街地と長門湯本温泉のほぼ中間（長門市役所から約3.5 km南）に位置する。
- 長門市立向陽小学校
- 小河内公園

## 隣
E9 山陰自動車道
基本計画区間 - 長門湯本温泉IC - 俵山北IC